# ألبرت براوت
ألبرت براوت (مواليد 11 فبراير 2004) هو لاعب كرة قدم نرويجي يلعب في مركز المهاجم في نادي مولده.

## وصلات خارجية
- ألبرت براوت على موقع اتحاد النرويج (النرويجية)
- ألبرت براوت على موقع قاعدة بيانات كرة القدم.إي يو (الإنجليزية)